# Parachrysina borealis
Parachrysina borealis är en skalbaggsart som beskrevs av Jameson 1991. Parachrysina borealis ingår i släktet Parachrysina och familjen Rutelidae. Inga underarter finns listade i Catalogue of Life.